# أسل كندي
أسل كندي (الاسم العلمي: Juncus canadensis) نوع نباتي يتبع جنس الأسل وينتمي إلى الفصيلة الأسلية.